# Col de la Croix de Chaubouret
Le col de la Croix de Chaubouret est un col routier qui se situe dans le massif du Pilat (dans la Loire) à une altitude de 1 201 m.

## Géographie
Le col se trouve à la limite des communes de Graix et du Bessat et offre une vue sur la vallée du Rhône et la chaîne des Alpes. Il est desservi par les routes départementales 8, 2 et 29.

## Toponymie
Le nom de Chaubouret viendrait de Chau Borée qui veut dire « cime dénudée où souffle le vent du nord ».

## Activités

### Randonnée
Le sentier de grande randonnée 7 suivant la ligne de partage des eaux entre Atlantique et Méditerranée du ballon d'Alsace à Andorre-la-Vieille y passe.

### Stade de glisse de la croix de Chaubouret
La croix de Chaubouret dispose d'un stade de glisse installé en 2005 qui fait partie prenante de l'espace nordique des monts du Pilat.
On y pratique l'initiation au ski de fond, mais également au ski alpin grâce à un téléski à câble bas. Auparavant un parc ludique équipé de trois télécordes permettait la pratique du snowtubbing mais l'activité a été arrêtée en 2012.

### Cyclisme
La montée au col de la Croix de Chaubouret se réalise depuis Saint-Étienne, en empruntant la route départementale D 8 sur 19 kilomètres. Cette ascension possède une déclivité moyenne de 3,8 % et est classée en troisième catégorie. Sur l'autre versant, on atteint le col en empruntant la D 8 au départ de Bourg-Argental au terme d'un trajet de 13,6 kilomètres à la déclivité moyenne de 4,8 %. Cette ascension par le sud-est a un classement en seconde catégorie. Il existe une autre voie pour monter par Saint-Chamond sur 12 kilomètres.
Le Tour de France est passé 11 fois par le col. Voici le tableau présentant les passages, avec l'année, le coureur en tête au sommet, ainsi que le numéro et les villes de l'étape :
| Date | Catégorie | Coureur en tête au sommet | Étapes   | Ville de départ       | Ville d'arrivée |
| 1950 | 3e        | Ferdi Kübler              | 20e      | Saint-Étienne         | Lyon            |
| 1977 | 2e        | Joaquim Agostinho         | 18e      | Voiron                | Saint-Étienne   |
| 1978 | 2e        | Michel Pollentier         | 15e      | Saint-Dier-d'Auvergne | Saint-Étienne   |
| 1980 | 2e        | Ismaël Lejarreta          | 19e      | Voreppe               | Saint-Étienne   |
| 1985 | 4e        | Luis Herrera              | 14e      | Autrans - Méaudre     | Saint-Étienne   |
| 1986 | 3e        | Julian Gorospe            | 19e      | Villard-de-Lans       | Saint-Étienne   |
| 1990 | 2e        | Greg LeMond               | 13e      | Villard-de-Lans       | Saint-Étienne   |
| 1992 | 2e        | Franco Chioccioli         | 15e      | Bourg-d'Oisans        | Saint-Étienne   |
| 1995 | 3e        | Hernan Buenahora          | 11e      | Bourg-d'Oisans        | Saint-Étienne   |
| 1997 | 2e        | Jan Ullrich               | 12e(CLM) | Saint-Étienne         | Saint-Étienne   |
| 1999 | 2e        | Ludo Dierckxsens          | 11e      | Bourg-d'Oisans        | Saint-Étienne   |

Le col de la croix de Chaubouret a également servi d'arrivée à la 4e étape de Paris-Nice 2015, remportée par Richie Porte devant son équipier Geraint Thomas.